# Авдеева, Анна Михайловна
Анна Михайловна Авде́ева (6 апреля 1985 года, Оренбург, СССР) — российская толкательница ядра. Чемпионка Европы в помещении (2011), бронзовый призёр чемпионата Европы (2010), двукратная чемпионка России (2009, 2010). Заслуженный мастер спорта России.

## Результаты
| Год  | Турнир                                   | Город              | Место | Результат |
| ---- | ---------------------------------------- | ------------------ | ----- | --------- |
| 2010 | Первенство Самарской области             | Самара, Россия     | 1     | 18,90 м   |
| 2010 | Чемпионат России в помещении             | Москва, Россия     | 2     | 18,55 м   |
| 2010 | 13-й чемпионат мира в помещении          | Доха, Катар        | 4     | 19,47 м   |
| 2010 | Чемпионат и первенство Самарской области | Самара, Россия     | 1     | 19,12 м   |
| 2010 | 2-й командный чемпионат Европы СПАР      | Берген, Норвегия   | 1     | 19,14 м   |
| 2010 | Мемориал Знаменских                      | Жуковский, Россия  | 1     | 19,14 м   |
| 2010 | Чемпионат России                         | Саранск, Россия    | 1     | 19,29 м   |
| 2010 | 20-й чемпионат Европы по легкой атлетике | Барселона, Испания | 3     | 19,39 м   |
| 2011 | Чемпионат Европы в помещении             | Париж, Франция     | 1     | 18,70 м   |
| 2011 | Чемпионат России в помещении             | Москва, Россия     | 1     | 18,81 м   |

## Личные рекорды
| Дата               | Турнир                     | Место проведения  | Результат | Примечания    |
| ------------------ | -------------------------- | ----------------- | --------- | ------------- |
| 24 июля 2009 года  | Чемпионат России           | Чебоксары, Россия | 20.07 м   |               |
| 14 марта 2010 года | Чемпионат мира в помещении | Доха, Катар       | 19.47 м   | (в помещении) |

## Дисквалификация
28 августа 2013 года стало известно что Антидопинговая комиссия Всероссийской федерации лёгкой атлетики (ВФЛА) дисквалифицировала на два года Анну Авдееву за применение запрещенных препаратов.